# Malewo (województwo łódzkie)
Malewo – wieś w Polsce położona w województwie łódzkim, w powiecie kutnowskim, w gminie Krzyżanów.
| SIMC    | Nazwa    | Rodzaj    |
| ------- | -------- | --------- |
| 0568172 | Świniary | część wsi |

W latach 1975–1998 miejscowość administracyjnie należała do województwa płockiego.